# Болдрик
Болдрик (енгл. Baldrick) је измишљени лик из британске телевизијске серије Црна Гуја кога игра глумац Тони Робинсон. Он служи као слуга, помоћник, а понекад и као врећа за бокс свом господару Едмунду Црној Гуји. Као што Црна Гуја постоји кроз многе инкарнације током векова, исто се догађа и са Болдриком; где год је Црна Гуја ту је и његов верни слуга Болдрик. У почетку је Болдрик био тај који је паметан док је Црна Гуја био идиот, али се касније током векова, са успоном друштвеног статуса Црне Гује пропорционално смањивала и Болдрикова интелиценција, док је Црна Гуја, из серијала у серијал био све успешнији.

## Лик
Интелигентан или не, Болдрик увек има неки „лукав план“ (енгл. cunning plan) који Црна Гуја редовно исмеје, али га на крају ипак примени. Иако је Болдрик данас познат управо по својим „лукавим плановима“, ова узречица није била у редовној употреби све до трећег серијала. Болдрик је узречицу употребио само једном у првом серијалу, док је у другом серијалу само једном лукавим гласом споменуо да има „план“. У завршној епизоди последњег серијала „Црна Гуја, четврти пут“, Болдрик изјављује како има „лукав план“ који ће их избавити из ровова. Његов план заснован је на идеји да се Црна Гуја намерно повреди на велики трн на рововским мердевинама. Иако је план био једна од његових мудријих идеја био је одбачен од стране Црне Гује, можда зато што је схватио да више не може да бесконачно одлаже одлазак у битку (и сигурну смрт). Остале карактеристике које су заједничке за све Болдрике (осим можда за првог) су тотална одвратност и опседнутост репама.

## Развој лика

### Црна Гуја
Средњовековни Болдрик је свакако једини Болдрик од све четворице за којег би се могло рећи да је бистар. Болдрик, бивши лопатар балеге (што је иначе веома поштовано занимање и за које се добро помучио да га добије – претходни послови обухватали су мужење свиња и блаћење губаваца), први пут је упознао принца Едмунда на гозби пред битку на Босвортском пољу. Њих двојица су, заједно са Лордом Персијем, наздравили свом новом пријатељству несвесни да ће од тог тренутка њихови декадентни животи бити нераздвојиво испреплетани.
Иако паметнији од принца, Болдрик осећа одређено страхопоштовање према њему. Он често иницира клицање у принчеву част (заједно са Лордом Персијем, који се труди да му се у томе придружи), пуни његову главу илузијама о величини и често обавља прљаве послове за њега као што су преношење обезглављеног тела Ричарда III и вођење љубави са шпанском Инфантом, Едмундовом вереницом, како Едмунд не би морао да спава са њом. Последњи задатак донео му је неколико телесних повреда укључујући и модро око. Када је Едмунд напустио Болдрика у последњној епизоди, у његовом оку појавила се суза.
Овај Бодрик често има лукаве планове који, за разлику од већине „лукавих планова“ његових потомака, најчешће функционишу, иако често првобитно делују веома глупаво (често ове планове забрља смотани Лорд Перси). Нпр, када је Едмунд тражио начин да убије Дугала МекАнгуса, Болдрик је предложио да набави огроман топ, изведе МекАнгуса напоље, натера га да набије главу у топовску цев и да затим опали. Едмунд је одбацио овај план и покушао да убије МекАнгуса користећи неколико својих различитих „лукавих планова“. Након што је претрпео неуспех у својим намерама, прибегао је првобитном Болдриковом плану који се показао успешним. 
Болдрик је био тај који је предложио надимак Црна Гуја за принца Едмунда (Едмунд је првобитно желео да га зову „Црна поврћка“), који ће његови потомци касније користити као презиме.

### Црна Гуја II
Елизабетански Болдрик је више слуга него пријатељ Лорда Црне Гује који га малтретира и који је према Болдриковим речима прво покушао да га убије. Он има смештај у кући Црне Гује, али је често био приморан да спава у сливнику или на крову. Показује тенденцију ка једењу балеге. Болдрик је био у служби Лорда Едмунда још од времена којег се обојица не сећају. Па ипак, иако се његов господар према њему опходи са презиром резервисаним за губавце, он показује невероватну оданост према свом господару.
Овај Бодрик, иако много мање мрачан него његов предак, далеко је глупљи од свог оригинала. Болдриков недостатак формалног образовања компензован је његовом основном уличном лукавошћу. Иако његови „лукави планови“ понекад имају, чудну, уврнуту и често перверзну логику и лукавост (један од предлога је био да Црна гуја врати дуг од новца који он заради као мушка проститутка, други предлог је био да маскирају дивљег бика „убицу“ у певца и да ка пријаве за учествовање у борби петлова), он показује забавну количину глупавости. У једној епизоди Црна Гуја покушава да научи Болдрика како да сабира. Болдрикови закључци као што су „два пасуља, плус два пасуља, једнако је нешто пасуља“, „два пасуља, плус два пасуља, једнако је три пасуља ............ и још један“ и „два пасуља и два пасуља заједно чине веома мали пребранац“, навеле су Црну Гују да изјави „за тебе је Болдрик, Ренесанса била нешто што се једноставно догодило другим људима, зар не?“
У овом серијалу је први пут дошла до изражаја Болдрикова љубав према репама, у епизоди „Пиво“, у којој су он и Перси одушевљено открили репу у облику „мушке стварчице“. Болдрик је нарочито био задовољан овим открићем зато што је „његова стварчица“ имала облик репе. У истој епизоди Болдрик открива свој рецепт за Изненађење од репе – „изненађење је: у њему нема ничега осим репе“. Био је веома изненађен када му је Црна Гуја разјаснио да је Изненађење од репе у ствари само једна обична репа. 
Болдрик је једном био на „само мишијој дијети“ тако што је окачио парче сира о свој нос и лежао на земљи са отвореним устима, надајући се да ће миш у потрази за сиром ушетати у његова уста. Касније је у намери да своју исхрану учини разноврснијом, применивши исти принцип окачио миша о нос надајући се да ће тако намамити мачку да му скочи у уста. 
Болдрик је такође био деверуша на пропалом венчању Лорда Црне Гује. „Краљичица“ га је држала као кућног љубимца и звала га је Леси (Болдрик се није бунио), а као врхунац је набио две оловке у ноздрве како би могао да учествује на краљевском маскенбалу маскиран у држач за оловке. 
Може се тврдити да је неоспорно највећи тријумф овог Болдрика био када је упркос тврдњи капетада Црвенобрадог Рума да је брод на којем су се налазили пристао у Саутхемптону, на основу мангрових пањева и токова лаве закључио да се налазе на сасвим другом месту; супротно овим тврдњама неки сматрају да овом Болдрику треба одати признање зато што је (за разлику од будућих Болдрика, као што је то био његов грегоријански потомак) заправо умео да разликује ногу од главе.

### Црна Гуја, Витешке године
Болдрик је слуга Сер Едмунда Црне Гује у Црној Гуји, Витешке године. Као и његов елизабетански предак, месечарио је као џелат, иако је у овом случају то био део лукавог плана да се спасе живот Чарлса I од Енглеске тако што ће његову главу заменити бундевом. Овај Болдрик је син одгајивача свиња и брадате жене.

### Црна Гуја III
Болдрик из епохе регентства ради као слуга господина Е. Црне Гује есквајера, батлера Принца Џорџа. Живи у одводној цеви у клозету на горњем спрату палате.
Трећи Болдрик је значајно глупљи и огавнији од својих претходника. Као и његов елизабетански предак, познат је по томе што повремено једе балегу. Овај Болдрик је такође много детињастији; када је упитан да ли има неке посене карактеристике, са алузијом на његов нос, он је одговорио „Имам ову чудну велику израслину насред лица.“ У његовим плановима нема ни труке „лукавости“ што се може видети из приложеног:
- Бекство са гиљотине тако што сачекаш да ти глава буде одсечена, а онда ступиш у акцију јурцајући у круг по дворишту, и изван њега, као кокошка, и...
- Спасавање изгорелог првог примерка речника Самјуела Џонсона тако што би се узела спирала која није изгорела и у њу ставили неки листови. Црна Гуја је упитао да ли Болдрик предлаже да за поново напише цео речник за једну ноћ. Црна Гуја је ипак покушао да то уради, али је запео код речи „мравојед“ и заспао седећи за столом.

Црна Гуја такође тврди да Болдрик никада није пресвукао панталоне и моли га да то никада не учини јер су његове панталоне налик Пандориној кутији. 
Иако се Болдрик налази на друштвеном положају који је ближи положају Црне Гује, он још увек трпи исти ниво злостављања као и његов елизабетански предак. Едмунд га удара, шутира, разбија крчаг за млеко о његову главу, набија џиновску репу о његову главу, пече га на ражњу, граби га за оковратник, прети да ће га исећи на траке и рећи принцу да је прешао преко веома оштре решетке док је носио изузетно тежак шешир и обећава му пет минута пакленог мучења са малом оловком на начин који би само Белзебубу могао да падне напамет. 
Ипак, упркос бројним ограничењима, овај Болдрик је био најуспешнији од свих. На изборима које је Црна Гуја наместио, изабран је са члана парламента из Дани он д Волд труле рупе, иако је на овај положај изабран само да би био марионета којом рукује Црна Гуја. Касније му је Принц Џорџ доделио титулу лорда како би могао да учествује у раду Дома лордова (иако није сасвим јасно да ли је он уопште обављао ту функцију нити се његова титула спомиње у наредним епизодама, па је вероватно да је Црна Гуја убедио Принца Џорџа да одузме Болдрику титулу). Он је такође успео тамо где ни један његов предак није успео, а то је да назове Црну Гују „лење, носато копиле са гуменом фацом“.
Болдрик је потрошио 400.000 фунти које је добио као лорд на огромну репу („па добро, морао сам да се цењкам“) коју је Црна Гуја касније уништио тако што ју је набио Болдрику на главу.
Болдрик није имао лично име све до трећег серијала у којем је изнео претпоставку да се зове „носи се“ (енгл. sodoff), зато што су деца из комшилука, када би им рекао „Здраво, моје име је Болдрик“ одговарала са „Да, знамо. Носи се Болдрик!“ Дипломатски настројен Црна Гуја назвао га је „Н. Болдрик“. Изгледа да су ови иницијали усвојени од стране његових потомака.
Овај Болдрик остаће запамћен и по својој дефиницији пса: „Није мачка“.
Његови узори су друмски разбојник „Сенка“ и Скарлетна видовчица, који су обојица настрадали од стране Црне Гује.

### Божићна песма Црне Гује
У серијалу „Божићна песма Црне Гује“, Господин Болдрик је помоћник Ебенизера Црне Гује, који је власник радње за продају бркова. Иако још увек глупав, изгледа да је чињеница да ради за невероватно наивног господина Црну Гују довела до тога да особине његових предака поново дођу до изражаја. Он је једина особа која је поверовала лажним јадиковкама малог Тома Скречита. Такође, он је вероватно једина особа која је у стању да напише реч Божић потпуно погрешно (на енгл. Christmas, Болдрик је написао Kwelfnuve, а након исправке Kweznuz).

### Црна Гуја, четврти пут
Редов Болдрик је војник у Првом светском рату, који служи под капетаном Црном Гујом и поручником Џорџом. Његов херој је лорд Флешхарт.
Подједнако одвратан као његов предак, редов Болдрик, је несумњиво најгљупљи од свих Болдрика. Његови „лукави планови“ су на граници лудила. Међу најлукавијим плановима се свакако истиче Болдрикова идеја да у складу са старом изреком о метку на којем пише име жртве, угравира своје име на метак јер на тај начин неће погинути, осим уколико не упуца самог себе (на шта је капетан Црна Гуја прокоментарисао „штета“), а шансе да постоје два метка са Болдриковим именом су веома мале. 
У првој епизоди Црне гује, четврти пут, „План А – Капетан кувар“ он тври да је први Болдрик у историји њихове породице коме је пао на идеју бриљантни план. Своје одушевљене изразио је следећим речима: „Дозволите ми да одмах пишем кући господине! Ово је први добар план који су Болдрикови икада смислили. Вековима су се трудили али су се њихове идеје обично претварале у помије! Моја мама ће бити задовољна као пунч.“ Болдриково одушевљење наступило је након што је Црна Гуја изјавио да је његов план да напусте ровове захваљујући кувању заиста бриљантан, али да има један мали недостатак тј. да је Болдрик најгори кувар на свету.
Међу хобијима редова Болдрика налази се и кување, а његови специјалитети обухватају:
- Рет о Вен (Rat au Van илити пацов „rat“ кога је прегазио комби „“)
- Филе мињон у сосу Бернез (псећа гованца преливена лепком)
- Плам даф (Plum duff) (кртичњак украшен зечјим изметом)
- Крем павлака (мачја повраћка) и
- Кафа (вруће блато), са млеком (пљувачка), шећером (перут) и прилично сумњивим чоколадним мрвицама
- Мрвљене јабуке од рибе
- Опет пацов Sauté спремљен на следећи начин:
  - Узмете свеже обријаног пацова и маринирате га у бари док се не удави
  - Растегнете га испод усијане сијалице
  - Удаљите се од најближег клозета
  - Смажете га!
- Пацов , што је у ствари исто као и претходни рецепт само узмете мало већег пацова.

Болдрик је такође и песник. Његова највећа песма је без дилеме „Немачки топови“. Речи песме иду овако:
Бум, бум, бум, бум,

Бум, бум, бум,

Бум, бум, бум, бум,

Бум, бум, бум
Изворни текст на енглеском језику:
Болдрик је био прилично изненађен када је капетан Црна Гуја успео да погоди завршетак песме.
Током свог боравка у рововима, Болдрик је написао своју другу песму која гласи:
Чујте речи које певам ја,

Рат је ужасна ствар па да,

И тако певам, певам ја .... тра, ла, ла, ла, ла
Изворни текст на енглеском језику:
Црна Гуја је за песму рекао да „има лош почетак, мало је развучена у средини, а што мање говоримо о њеном завршетку, то боље – али на страну све то, песма је заиста одлична.“
Болдрик такође изводи фантастичну имитацију познатог глумца Чарлија Чаплина (иако неки мисле да је у питању тачка балансирања са пужем).
Почетна сцена сваке епизоде четвртог серијала приказује церемонијалну параду у којој чета предвођена капетаном Црном Гујом маршира поред генерала Мелчета који стоји на подијуму. Болдрик се појављује као члан пуковског оркестра, у прелепој црвено-плавој униформи, али свира триангл који је најмање мужеван инструмент у војном оркестру.
Упркос својој глупости, редов Болдрик (иако ненамерно) успео је да одржи најпродуховљенији од свих говора у серијалу Црна Гуја. Током припрема за „коначни пробој“, под великим притиском редов Болдрик је поставио следеће питање: „Зашто једноставно не престанемо господине? Зашто не кажемо доста више убијања? Зашто, зар би било глупо да се једноставно спакујемо и одемо кућама, господине? Зашто? Ни капетан Црна Гуја ни поручник Џорџ нису одговорили на ово питање. 
Редов Болдрик никада није успео да саопшти публици свој последњи „лукави план“ за бекство из ровова, зато што је заједно са капетаном Црном Гујом, поручником Џорџом и капетаном Драгом послат у јуриш преко ничије земље. Верује се да је редов Болдрик погинуо 1917. год. приликом једног од многобројних „коначних пробоја“ непријатељске линије фронта.

### Црна Гуја: Кроз време
У овом серијалу Болдрик је чистач септичке јаме лорда Црне Гује из 21. века. Први пут се појављује служећи миленијумску вечеру, обучен само у занимљиву кецељу. Његово кулинарско умеће слично је оном редова Болдрика; он спрема вечеру тако што кашље преко авокада. Његове подгаће највероватније датирају из 18. века или барем тако смрде, а испоставиће се да су оне биле главни узрок за изумирање диносауруса. Иако тешко за поверовати, овај Болдрик је направио времеплов што га је учинило „највећим генијем који је икада живео“. Или би то барем био, када би знао како се времепловом управља. Путујући кроз време заједно са својим господаром Црном Гујом и притом мењајући ток историје, Болдрик је у једном тренутку постао премијер Уједињеног Краљевства – а вероватно и диктатор, с обзиром на чињеницу да је ТВ коментатор у једном тренутку рекао како су избори укинути (иако је мало вероватно да би Болдрик имао праву моћ у рукама поред Едмунда као краља).
Болдрик се појављује у серијалу Црна Гуја кроз време и као легионар Болдрикус под командом центуриона Блекадикуса. Он је припадник римских снага које обезбеђују Хадријанов зид. Наводно говори два језика (иако је највероватније локални регрут који не разуме латински језик). Носи свој шлем наопачке и највероватније је пао као жртва сукоба са шкотским нападачима.